# 王子浩
王子浩（2001年3月6日—），艺名LE'V，染色体娱乐集团旗下艺人，曾参与Mnet选秀节目《BOYS PLANET》止步于19名。2023年8月18日發佈專輯《A.I.BAE》正式出道。

## 音樂作品

### 專輯
| 專輯 | 專輯資料                                                   | 曲目                                                                                               |
| 1st  | 《A.I.BAE》 - 發行日期：2023年8月18日 - 語言：中文、韓文   | 曲目 1. A.I.BAE（中文版） 2. A.I.BAE（韓文版） 3. Exchange ID（中文版） 4. Exchange ID（韓文版）   |
| 2nd  | 《跃迁之脉》 - 發行日期：2024年11月22日 - 語言：中文、日文 | 曲目 1. 新世界·碰撞 2. （新世界·碰撞 日文版） 3. 蝶变 4. Butterfly（蝶變 日文版） 5. Ain't Got You |

## 粉丝见面会

### Lock your heart, Just do it!
- 与井汲大翔

| 时间          | 国家 | 地点 | 地点               |
| ------------- | ---- | ---- | ------------------ |
| 2023年6月10日 | 日本 | 东京 | 東京國際論壇A厅    |
| 2023年6月11日 | 日本 | 东京 | 東京國際論壇A厅    |
| 2023年7月15日 | 日本 | 大阪 | 大阪府立國際會議場 |
| 2023年7月16日 | 日本 | 大阪 | 大阪府立國際會議場 |

### TIME
| 时间          | 国家 | 地点 | 地点           |
| ------------- | ---- | ---- | -------------- |
| 2023年9月28日 | 日本 | 大阪 | Zepp Namba     |
| 2023年10月1日 | 日本 | 东京 | Zepp DiverCity |

### A.I.BAE Showcase
| 时间          | 国家 | 地点 | 地点     |
| ------------- | ---- | ---- | -------- |
| 2023年8月18日 |      | 首尔 | 艺术殿堂 |

## 獎項
| 年份   | 名稱             | 獎項         | 作品   | 結果 |
| 2023年 | 《微博音樂盛典》 | 年度新銳歌手 | 不適用 | 獲獎 |